# 조건식
조건식(趙建植, 1952년 ~ )은 대한민국의 제14대 통일부 차관을 역임한 공무원이자 현대아산 대표이사에 재직 중인 기업인이다. 본관은 배천이며, 서울 출생이다.

## 학력
- 서울대학교 정치학 학사
- 경남대학교 북한대학원 북한학 석사
- 경남대학교 대학원 정치학 박사

## 경력
- 1975~1978 : 해군제2사관학교 정치학 교관
- 1979~1982 : 국토통일원 조사연구실 보좌관
- 1982~1983 : 국무총리 공보비서실 행정관
- 1983~1985 : 주노르웨이대사관 공보관
- 1985~1988 : 문화공보부 외신과장/제작과장
- 1989~1993 : 대통령비서실 비서관
- 1993~1997 : 통일원 경제분석관/제2정책관/교류협력국장
- 1997~1998 : 대통령비서실 통일비서관
- 1998~2001 : 통일부 제1정책관/인도지원국장/교류협력국장
- 2001~2003 : 남북회담사무국 상근회담대표
- 2003~2004 : 제14대 통일부 차관
- 2004~2008 : 통일연구원 초청 연구위원/한림대학교 객원교수
- 2008~2011 : 현대아산(주) 대표이사/상임고문
- 2009~2011 : 민주평화통일자문회의 상임위원 (경제과학환경분과)
- 2009~2013 : (사)북한경제포럼 회장/한국기술교육대학교 특임교수
- 2013~현재 : 민주평화통일자문회의 상임위원 (경제과학환경분과)
- 2014~현재 : 현대아산(주) 대표이사

| 전임 김형기 | 제14대 통일부 차관 2003년 3월 3일 ~ 2004년 7월 19일 | 후임 이봉조 |